# ヴィカルヴィ
ヴィカルヴィ（伊: Vicalvi）は、イタリア共和国ラツィオ州フロジノーネ県にある、人口約720人の基礎自治体（コムーネ）。

## 地理

### 位置・広がり
フロジノーネ県の北東部に位置するコムーネ。カッシーノから北北西へ23km、県都フロジノーネから東へ30km、ローマから東南東へ103kmの距離にある。

#### 隣接コムーネ
隣接するコムーネは以下の通り。
- アルヴィート
- カザルヴィエーリ
- フォンテキアーリ
- ポスタ・フィブレーノ

### 気候分類・地震分類
ヴィカルヴィにおけるイタリアの気候分類 (it) および度日は、zona E, 2148 GGである。
また、イタリアの地震リスク階級 (it) では、zona 1 (sismicità alta) に分類される。

## 行政

### 山岳部共同体
広域行政組織である山岳部共同体「ヴァッレ・ディ・コミーノ山岳部共同体」 (it:Comunità montana Valle di Comino) （事務所所在地: アティーナ）を構成するコムーネの一つである。

### 分離集落
ヴィカルヴィには、以下の分離集落（フラツィオーネ）がある。
- contrada Maschiuna-Casale, contrada Borgo contrada Colleflonio, contrada Colle Cappuccino, contrada Colle d'Agnese contrada Palombo, contrada Ponticelli, contrada Storta, contrada Mortale, contrada Delicata.